# Tour du Danemark 2025
La 34e édition du Tour du Danemark a lieu du 12 au 16 août 2025 entre Nexø et Silkeborg. La course fait partie du calendrier UCI ProSeries 2025, le deuxième niveau du cyclisme international, en catégorie 2.Pro.

## Équipes
18 équipes participent à ce Tour du Danemark - 4 WorldTeams, 7 équipes continentales professionnelles, 6 équipes continentales et 1 équipe nationale :
| WorldTeams (4)- Alpecin-Deceuninck - Lidl-Trek - Team Visma \| Lease a Bike - Team Picnic-PostNL ProTeams (7)- Uno-X Mobility - Lotto - Team Novo Nordisk - Team Flanders-Baloise - Team Polti VisitMalta - Euskaltel-Euskadi - Unibet Tietema Rockets Équipes continentales (6)- Airtox-Carl Ras - BHS-PL Beton Bornholm - ColoQuick - Team Give Steel-2M Cycling Elite - Decathlon AG2R La Mondiale Development Team - BEAT Cycling Club Équipe nationale- Danemark |
| |

## Étapes
| Étape     | Date    | Villes étapes           | type                        | Distance (km) | Dénivelé (m) | Vainqueur d'étape | Leader du classement général |
| --------- | ------- | ----------------------- | --------------------------- | ------------- | ------------ | ----------------- | ---------------------------- |
| 1re étape | 12 août | Nexø – Rønne            | étape vallonnée             | 178,6         | 1 700 m      | Mads Pedersen     | Mads Pedersen                |
| 2e étape  | 13 août | Rødovre – Bagsværd      | étape de plaine             | 110,64        | 750 m        | Søren Wærenskjold | Mads Pedersen                |
| 3e étape  | 14 août | Kerteminde – Kerteminde | contre-la-montre individuel | 14,29         | 68 m         | Jakob Söderqvist  | Mads Pedersen                |
| 4e étape  | 15 août | Svendborg – Vejle       | étape vallonnée             | 227,25        | 1 941 m      | Mads Pedersen     | Mads Pedersen                |
| 5e étape  | 16 août | Hobro – Silkeborg       | étape de plaine             | 157,62        | 1 535 m      |                   |                              |

## Déroulement de la course

### 1reétape
| \| Classement de l'étape \| Classement de l'étape \| Classement de l'étape \| Classement de l'étape \| Classement de l'étape \| \| Coureur \| Coureur \| Pays \| Équipe \| Temps \| \| --------------------- \| --------------------- \| --------------------- \| ---------------------- \| --------------------- \| \| 1er \| Mads Pedersen \| Danemark \| Lidl-Trek \| 4 h 03 min 45 s \| \| 2e \| Lukáš Kubiš \| Slovaquie \| Unibet Tietema Rockets \| + 0 s \| \| 3e \| Conrad Haugsted \| Danemark \| ColoQuick \| + 0 s \| \| 4e \| Niklas Larsen \| Danemark \| BHS-PL Beton Bornholm \| + 0 s \| \| 5e \| William Blume Levy \| Danemark \| Uno-X Mobility \| + 0 s \| \| 6e \| Magnus Bak Klaris \| Danemark \| Airtox-Carl Ras \| + 0 s \| \| 7e \| Julius Johansen \| Danemark \| Danemark \| + 0 s \| \| 8e \| Mattias Skjelmose \| Danemark \| Lidl-Trek \| + 2 s \| \| 9e \| Victor Vercouillie \| Belgique \| Team Flanders-Baloise \| + 5 s \| \| 10e \| Henrik Pedersen \| Danemark \| Uno-X Mobility \| + 38 s \| |                    |           |                        |                 |
| |                    |           |                        |                 |
| Sources : ProCyclingStats Cycling Quotient |                    |           |                        |                 |
| Classement de l'étape |                    |           |                        |                 |
| Coureur | Coureur            | Pays      | Équipe                 | Temps           |
| 1er | Mads Pedersen      | Danemark  | Lidl-Trek              | 4 h 03 min 45 s |
| 2e | Lukáš Kubiš        | Slovaquie | Unibet Tietema Rockets | + 0 s           |
| 3e | Conrad Haugsted    | Danemark  | ColoQuick              | + 0 s           |
| 4e | Niklas Larsen      | Danemark  | BHS-PL Beton Bornholm  | + 0 s           |
| 5e | William Blume Levy | Danemark  | Uno-X Mobility         | + 0 s           |
| 6e | Magnus Bak Klaris  | Danemark  | Airtox-Carl Ras        | + 0 s           |
| 7e | Julius Johansen    | Danemark  | Danemark               | + 0 s           |
| 8e | Mattias Skjelmose  | Danemark  | Lidl-Trek              | + 2 s           |
| 9e | Victor Vercouillie | Belgique  | Team Flanders-Baloise  | + 5 s           |
| 10e | Henrik Pedersen    | Danemark  | Uno-X Mobility         | + 38 s          |

| \| Classement général \| Classement général \| Classement général \| Classement général \| Classement général \| \| Coureur \| Coureur \| Pays \| Équipe \| Temps \| \| ------------------ \| ------------------ \| ------------------ \| ---------------------- \| ------------------ \| \| 1er \| Mads Pedersen \| Danemark \| Lidl-Trek \| 4 h 03 min 35 s \| \| 2e \| Lukáš Kubiš \| Slovaquie \| Unibet Tietema Rockets \| + 4 s \| \| 3e \| Conrad Haugsted \| Danemark \| ColoQuick \| + 5 s \| \| 4e \| Julius Johansen \| Danemark \| Danemark \| + 8 s \| \| 5e \| Niklas Larsen \| Danemark \| BHS-PL Beton Bornholm \| + 10 s \| \| 6e \| William Blume Levy \| Danemark \| Uno-X Mobility \| + 10 s \| \| 7e \| Magnus Bak Klaris \| Danemark \| Airtox-Carl Ras \| + 10 s \| \| 8e \| Mattias Skjelmose \| Danemark \| Lidl-Trek \| + 12 s \| \| 9e \| Victor Vercouillie \| Belgique \| Team Flanders-Baloise \| + 15 s \| \| 10e \| Henrik Pedersen \| Danemark \| Uno-X Mobility \| + 48 s \| |                    |           |                        |                 |
| |                    |           |                        |                 |
| Sources : ProCyclingStats Cycling Quotient |                    |           |                        |                 |
| Classement général |                    |           |                        |                 |
| Coureur | Coureur            | Pays      | Équipe                 | Temps           |
| 1er | Mads Pedersen      | Danemark  | Lidl-Trek              | 4 h 03 min 35 s |
| 2e | Lukáš Kubiš        | Slovaquie | Unibet Tietema Rockets | + 4 s           |
| 3e | Conrad Haugsted    | Danemark  | ColoQuick              | + 5 s           |
| 4e | Julius Johansen    | Danemark  | Danemark               | + 8 s           |
| 5e | Niklas Larsen      | Danemark  | BHS-PL Beton Bornholm  | + 10 s          |
| 6e | William Blume Levy | Danemark  | Uno-X Mobility         | + 10 s          |
| 7e | Magnus Bak Klaris  | Danemark  | Airtox-Carl Ras        | + 10 s          |
| 8e | Mattias Skjelmose  | Danemark  | Lidl-Trek              | + 12 s          |
| 9e | Victor Vercouillie | Belgique  | Team Flanders-Baloise  | + 15 s          |
| 10e | Henrik Pedersen    | Danemark  | Uno-X Mobility         | + 48 s          |

### 2eétape
| \| Classement de l'étape \| Classement de l'étape \| Classement de l'étape \| Classement de l'étape \| Classement de l'étape \| \| Coureur \| Coureur \| Pays \| Équipe \| Temps \| \| --------------------- \| ----------------------- \| --------------------- \| -------------------------------- \| --------------------- \| \| 1er \| Søren Wærenskjold \| Norvège \| Uno-X Mobility \| 2 h 09 min 12 s \| \| 2e \| Steffen De Schuyteneer \| Belgique \| Lotto \| + 0 s \| \| 3e \| Axel Zingle \| France \| Team Visma \\| Lease a Bike \| + 0 s \| \| 4e \| Jasper Philipsen \| Belgique \| Alpecin-Deceuninck \| + 0 s \| \| 5e \| Nils Eekhoff \| Pays-Bas \| Team Picnic-PostNL \| + 0 s \| \| 6e \| Tom Crabbe \| Belgique \| Team Flanders-Baloise \| + 0 s \| \| 7e \| Lukáš Kubiš \| Slovaquie \| Unibet Tietema Rockets \| + 0 s \| \| 8e \| Stian Rosenlund Richter \| Danemark \| Airtox-Carl Ras \| + 0 s \| \| 9e \| Mads Pedersen \| Danemark \| Lidl-Trek \| + 0 s \| \| 10e \| Mads Landbo \| Danemark \| Team Give Steel-2M Cycling Elite \| + 0 s \| |                         |           |                                  |                 |
| |                         |           |                                  |                 |
| Sources : ProCyclingStats Cycling Quotient |                         |           |                                  |                 |
| Classement de l'étape |                         |           |                                  |                 |
| Coureur | Coureur                 | Pays      | Équipe                           | Temps           |
| 1er | Søren Wærenskjold       | Norvège   | Uno-X Mobility                   | 2 h 09 min 12 s |
| 2e | Steffen De Schuyteneer  | Belgique  | Lotto                            | + 0 s           |
| 3e | Axel Zingle             | France    | Team Visma \| Lease a Bike       | + 0 s           |
| 4e | Jasper Philipsen        | Belgique  | Alpecin-Deceuninck               | + 0 s           |
| 5e | Nils Eekhoff            | Pays-Bas  | Team Picnic-PostNL               | + 0 s           |
| 6e | Tom Crabbe              | Belgique  | Team Flanders-Baloise            | + 0 s           |
| 7e | Lukáš Kubiš             | Slovaquie | Unibet Tietema Rockets           | + 0 s           |
| 8e | Stian Rosenlund Richter | Danemark  | Airtox-Carl Ras                  | + 0 s           |
| 9e | Mads Pedersen           | Danemark  | Lidl-Trek                        | + 0 s           |
| 10e | Mads Landbo             | Danemark  | Team Give Steel-2M Cycling Elite | + 0 s           |

| \| Classement général \| Classement général \| Classement général \| Classement général \| Classement général \| \| Coureur \| Coureur \| Pays \| Équipe \| Temps \| \| ------------------ \| ---------------------- \| ------------------ \| -------------------------------- \| ------------------ \| \| 1er \| Mads Pedersen \| Danemark \| Lidl-Trek \| 6 h 12 min 47 s \| \| 2e \| Lukáš Kubiš \| Slovaquie \| Unibet Tietema Rockets \| + 4 s \| \| 3e \| Conrad Haugsted \| Danemark \| ColoQuick \| + 5 s \| \| 4e \| Niklas Larsen \| Danemark \| BHS-PL Beton Bornholm \| + 10 s \| \| 5e \| William Blume Levy \| Danemark \| Uno-X Mobility \| + 10 s \| \| 6e \| Victor Vercouillie \| Belgique \| Team Flanders-Baloise \| + 15 s \| \| 7e \| Steffen De Schuyteneer \| Belgique \| Lotto \| + 42 s \| \| 8e \| Axel Zingle \| France \| Team Visma \\| Lease a Bike \| + 44 s \| \| 9e \| Nils Eekhoff \| Pays-Bas \| Team Picnic-PostNL \| + 48 s \| \| 10e \| Mads Landbo \| Danemark \| Team Give Steel-2M Cycling Elite \| + 48 s \| |                        |           |                                  |                 |
| |                        |           |                                  |                 |
| Sources : ProCyclingStats Cycling Quotient |                        |           |                                  |                 |
| Classement général |                        |           |                                  |                 |
| Coureur | Coureur                | Pays      | Équipe                           | Temps           |
| 1er | Mads Pedersen          | Danemark  | Lidl-Trek                        | 6 h 12 min 47 s |
| 2e | Lukáš Kubiš            | Slovaquie | Unibet Tietema Rockets           | + 4 s           |
| 3e | Conrad Haugsted        | Danemark  | ColoQuick                        | + 5 s           |
| 4e | Niklas Larsen          | Danemark  | BHS-PL Beton Bornholm            | + 10 s          |
| 5e | William Blume Levy     | Danemark  | Uno-X Mobility                   | + 10 s          |
| 6e | Victor Vercouillie     | Belgique  | Team Flanders-Baloise            | + 15 s          |
| 7e | Steffen De Schuyteneer | Belgique  | Lotto                            | + 42 s          |
| 8e | Axel Zingle            | France    | Team Visma \| Lease a Bike       | + 44 s          |
| 9e | Nils Eekhoff           | Pays-Bas  | Team Picnic-PostNL               | + 48 s          |
| 10e | Mads Landbo            | Danemark  | Team Give Steel-2M Cycling Elite | + 48 s          |

### 3eétape
| \| Classement de l'étape \| Classement de l'étape \| Classement de l'étape \| Classement de l'étape \| Classement de l'étape \| \| Coureur \| Coureur \| Pays \| Équipe \| Temps \| \| --------------------- \| --------------------- \| --------------------- \| -------------------------------- \| --------------------- \| \| 1er \| Jakob Söderqvist \| Suède \| Lidl-Trek \| 15 min 28 s \| \| 2e \| Alec Segaert \| Belgique \| Lotto \| + 5 s \| \| 3e \| Mads Pedersen \| Danemark \| Lidl-Trek \| + 14 s \| \| 4e \| Niklas Larsen \| Danemark \| BHS-PL Beton Bornholm \| + 14 s \| \| 5e \| Johan Price-Pejtersen \| Danemark \| Alpecin-Deceuninck \| + 17 s \| \| 6e \| Søren Wærenskjold \| Norvège \| Uno-X Mobility \| + 23 s \| \| 7e \| Mattias Skjelmose \| Danemark \| Lidl-Trek \| + 24 s \| \| 8e \| Søren Kragh Andersen \| Danemark \| Lidl-Trek \| + 26 s \| \| 9e \| Mads Landbo \| Danemark \| Team Give Steel-2M Cycling Elite \| + 26 s \| \| 10e \| Axel van der Tuuk \| Pays-Bas \| Euskaltel-Euskadi \| + 32 s \| |                       |          |                                  |             |
| |                       |          |                                  |             |
| Sources : ProCyclingStats Cycling Quotient |                       |          |                                  |             |
| Classement de l'étape |                       |          |                                  |             |
| Coureur | Coureur               | Pays     | Équipe                           | Temps       |
| 1er | Jakob Söderqvist      | Suède    | Lidl-Trek                        | 15 min 28 s |
| 2e | Alec Segaert          | Belgique | Lotto                            | + 5 s       |
| 3e | Mads Pedersen         | Danemark | Lidl-Trek                        | + 14 s      |
| 4e | Niklas Larsen         | Danemark | BHS-PL Beton Bornholm            | + 14 s      |
| 5e | Johan Price-Pejtersen | Danemark | Alpecin-Deceuninck               | + 17 s      |
| 6e | Søren Wærenskjold     | Norvège  | Uno-X Mobility                   | + 23 s      |
| 7e | Mattias Skjelmose     | Danemark | Lidl-Trek                        | + 24 s      |
| 8e | Søren Kragh Andersen  | Danemark | Lidl-Trek                        | + 26 s      |
| 9e | Mads Landbo           | Danemark | Team Give Steel-2M Cycling Elite | + 26 s      |
| 10e | Axel van der Tuuk     | Pays-Bas | Euskaltel-Euskadi                | + 32 s      |

| \| Classement général \| Classement général \| Classement général \| Classement général \| Classement général \| \| Coureur \| Coureur \| Pays \| Équipe \| Temps \| \| ------------------ \| -------------------- \| ------------------ \| -------------------------------- \| ------------------ \| \| 1er \| Mads Pedersen \| Danemark \| Lidl-Trek \| 6 h 28 min 29 s \| \| 2e \| Niklas Larsen \| Danemark \| BHS-PL Beton Bornholm \| + 10 s \| \| 3e \| Jakob Söderqvist \| Suède \| Lidl-Trek \| + 34 s \| \| 4e \| Lukáš Kubiš \| Slovaquie \| Unibet Tietema Rockets \| + 35 s \| \| 5e \| Alec Segaert \| Belgique \| Lotto \| + 39 s \| \| 6e \| Conrad Haugsted \| Danemark \| ColoQuick \| + 48 s \| \| 7e \| William Blume Levy \| Danemark \| Uno-X Mobility \| + 59 s \| \| 8e \| Søren Kragh Andersen \| Danemark \| Lidl-Trek \| + 1 min 01 s \| \| 9e \| Mads Landbo \| Danemark \| Team Give Steel-2M Cycling Elite \| + 1 min 01 s \| \| 10e \| Victor Vercouillie \| Belgique \| Team Flanders-Baloise \| + 1 min 01 s \| |                      |           |                                  |                 |
| |                      |           |                                  |                 |
| Sources : ProCyclingStats Cycling Quotient |                      |           |                                  |                 |
| Classement général |                      |           |                                  |                 |
| Coureur | Coureur              | Pays      | Équipe                           | Temps           |
| 1er | Mads Pedersen        | Danemark  | Lidl-Trek                        | 6 h 28 min 29 s |
| 2e | Niklas Larsen        | Danemark  | BHS-PL Beton Bornholm            | + 10 s          |
| 3e | Jakob Söderqvist     | Suède     | Lidl-Trek                        | + 34 s          |
| 4e | Lukáš Kubiš          | Slovaquie | Unibet Tietema Rockets           | + 35 s          |
| 5e | Alec Segaert         | Belgique  | Lotto                            | + 39 s          |
| 6e | Conrad Haugsted      | Danemark  | ColoQuick                        | + 48 s          |
| 7e | William Blume Levy   | Danemark  | Uno-X Mobility                   | + 59 s          |
| 8e | Søren Kragh Andersen | Danemark  | Lidl-Trek                        | + 1 min 01 s    |
| 9e | Mads Landbo          | Danemark  | Team Give Steel-2M Cycling Elite | + 1 min 01 s    |
| 10e | Victor Vercouillie   | Belgique  | Team Flanders-Baloise            | + 1 min 01 s    |

### 4eétape
| \| Classement de l'étape \| Classement de l'étape \| Classement de l'étape \| Classement de l'étape \| Classement de l'étape \| \| Coureur \| Coureur \| Pays \| Équipe \| Temps \| \| --------------------- \| --------------------- \| --------------------- \| -------------------------------------- \| --------------------- \| \| 1er \| Mads Pedersen \| Danemark \| Lidl-Trek \| 5 h 12 min 26 s \| \| 2e \| Tibor Del Grosso \| Pays-Bas \| Alpecin-Deceuninck \| + 31 s \| \| 3e \| Antoine L'Hote \| France \| Decathlon AG2R La Mondiale Development \| + 32 s \| \| 4e \| Morten Nørtoft \| Danemark \| ColoQuick \| + 32 s \| \| 5e \| Matyáš Kopecký \| Tchéquie \| Team Novo Nordisk \| + 32 s \| \| 6e \| Anders Foldager \| Danemark \| Danemark \| + 32 s \| \| 7e \| Lukáš Kubiš \| Slovaquie \| Unibet Tietema Rockets \| + 32 s \| \| 8e \| Dylan van Baarle \| Pays-Bas \| Team Visma \\| Lease a Bike \| + 35 s \| \| 9e \| Jakob Söderqvist \| Suède \| Lidl-Trek \| + 35 s \| \| 10e \| Niklas Larsen \| Danemark \| BHS-PL Beton Bornholm \| + 35 s \| |                  |           |                                        |                 |
| |                  |           |                                        |                 |
| Sources : ProCyclingStats Cycling Quotient |                  |           |                                        |                 |
| Classement de l'étape |                  |           |                                        |                 |
| Coureur | Coureur          | Pays      | Équipe                                 | Temps           |
| 1er | Mads Pedersen    | Danemark  | Lidl-Trek                              | 5 h 12 min 26 s |
| 2e | Tibor Del Grosso | Pays-Bas  | Alpecin-Deceuninck                     | + 31 s          |
| 3e | Antoine L'Hote   | France    | Decathlon AG2R La Mondiale Development | + 32 s          |
| 4e | Morten Nørtoft   | Danemark  | ColoQuick                              | + 32 s          |
| 5e | Matyáš Kopecký   | Tchéquie  | Team Novo Nordisk                      | + 32 s          |
| 6e | Anders Foldager  | Danemark  | Danemark                               | + 32 s          |
| 7e | Lukáš Kubiš      | Slovaquie | Unibet Tietema Rockets                 | + 32 s          |
| 8e | Dylan van Baarle | Pays-Bas  | Team Visma \| Lease a Bike             | + 35 s          |
| 9e | Jakob Söderqvist | Suède     | Lidl-Trek                              | + 35 s          |
| 10e | Niklas Larsen    | Danemark  | BHS-PL Beton Bornholm                  | + 35 s          |

| \| Classement général \| Classement général \| Classement général \| Classement général \| Classement général \| \| Coureur \| Coureur \| Pays \| Équipe \| Temps \| \| ------------------ \| -------------------- \| ------------------ \| -------------------------- \| ------------------ \| \| 1er \| Mads Pedersen \| Danemark \| Lidl-Trek \| 11 h 40 min 42 s \| \| 2e \| Niklas Larsen \| Danemark \| BHS-PL Beton Bornholm \| + 58 s \| \| 3e \| Lukáš Kubiš \| Slovaquie \| Unibet Tietema Rockets \| + 1 min 18 s \| \| 4e \| Jakob Söderqvist \| Suède \| Lidl-Trek \| + 1 min 22 s \| \| 5e \| Alec Segaert \| Belgique \| Lotto \| + 1 min 27 s \| \| 6e \| Søren Kragh Andersen \| Danemark \| Lidl-Trek \| + 1 min 49 s \| \| 7e \| Axel van der Tuuk \| Pays-Bas \| Euskaltel-Euskadi \| + 1 min 55 s \| \| 8e \| Mattias Skjelmose \| Danemark \| Lidl-Trek \| + 1 min 59 s \| \| 9e \| Tibor Del Grosso \| Pays-Bas \| Alpecin-Deceuninck \| + 2 min 04 s \| \| 10e \| Dylan van Baarle \| Pays-Bas \| Team Visma \\| Lease a Bike \| + 2 min 06 s \| |                      |           |                            |                  |
| |                      |           |                            |                  |
| Sources : ProCyclingStats Cycling Quotient |                      |           |                            |                  |
| Classement général |                      |           |                            |                  |
| Coureur | Coureur              | Pays      | Équipe                     | Temps            |
| 1er | Mads Pedersen        | Danemark  | Lidl-Trek                  | 11 h 40 min 42 s |
| 2e | Niklas Larsen        | Danemark  | BHS-PL Beton Bornholm      | + 58 s           |
| 3e | Lukáš Kubiš          | Slovaquie | Unibet Tietema Rockets     | + 1 min 18 s     |
| 4e | Jakob Söderqvist     | Suède     | Lidl-Trek                  | + 1 min 22 s     |
| 5e | Alec Segaert         | Belgique  | Lotto                      | + 1 min 27 s     |
| 6e | Søren Kragh Andersen | Danemark  | Lidl-Trek                  | + 1 min 49 s     |
| 7e | Axel van der Tuuk    | Pays-Bas  | Euskaltel-Euskadi          | + 1 min 55 s     |
| 8e | Mattias Skjelmose    | Danemark  | Lidl-Trek                  | + 1 min 59 s     |
| 9e | Tibor Del Grosso     | Pays-Bas  | Alpecin-Deceuninck         | + 2 min 04 s     |
| 10e | Dylan van Baarle     | Pays-Bas  | Team Visma \| Lease a Bike | + 2 min 06 s     |

### 5eétape
| \| Classement de l'étape \| Classement de l'étape \| Classement de l'étape \| Classement de l'étape \| Classement de l'étape \| \| Coureur \| Coureur \| Pays \| Équipe \| Temps \| \| --------------------- \| --------------------- \| --------------------- \| --------------------- \| --------------------- \| |         |      |        |       |
| |         |      |        |       |
| Sources : ProCyclingStats Cycling Quotient |         |      |        |       |
| Classement de l'étape |         |      |        |       |
| Coureur | Coureur | Pays | Équipe | Temps |

## Classements finals

### Classement général
| \| Classement général \| Classement général \| Classement général \| Classement général \| Classement général \| \| Coureur \| Coureur \| Pays \| Équipe \| Temps \| \| ------------------ \| ------------------ \| ------------------ \| ------------------ \| ------------------ \| |         |      |        |       |
| |         |      |        |       |
| Sources : ProCyclingStats Cycling Quotient |         |      |        |       |
| Classement général |         |      |        |       |
| Coureur | Coureur | Pays | Équipe | Temps |

| Classement par points | Classement par points | Classement par points | Classement par points | Classement par points |
| Coureur               | Coureur               | Pays                  | Équipe                | Points                |
| --------------------- | --------------------- | --------------------- | --------------------- | --------------------- |

| Classement par points | Classement par points | Classement par points | Classement par points | Classement par points |
| Coureur               | Coureur               | Pays                  | Équipe                | Points                |
| --------------------- | --------------------- | --------------------- | --------------------- | --------------------- |

| Classement de la montagne | Classement de la montagne | Classement de la montagne | Classement de la montagne | Classement de la montagne |
| Coureur                   | Coureur                   | Pays                      | Équipe                    | Points                    |
| ------------------------- | ------------------------- | ------------------------- | ------------------------- | ------------------------- |

| Classement de la montagne | Classement de la montagne | Classement de la montagne | Classement de la montagne | Classement de la montagne |
| Coureur                   | Coureur                   | Pays                      | Équipe                    | Points                    |
| ------------------------- | ------------------------- | ------------------------- | ------------------------- | ------------------------- |

| Classement du meilleur jeune | Classement du meilleur jeune | Classement du meilleur jeune | Classement du meilleur jeune | Classement du meilleur jeune |
| Coureur                      | Coureur                      | Pays                         | Équipe                       | Temps                        |
| ---------------------------- | ---------------------------- | ---------------------------- | ---------------------------- | ---------------------------- |

| Classement du meilleur jeune | Classement du meilleur jeune | Classement du meilleur jeune | Classement du meilleur jeune | Classement du meilleur jeune |
| Coureur                      | Coureur                      | Pays                         | Équipe                       | Temps                        |
| ---------------------------- | ---------------------------- | ---------------------------- | ---------------------------- | ---------------------------- |

| Classement par équipes | Classement par équipes | Classement par équipes | Classement par équipes |
| Équipe                 | Équipe                 | Pays                   | Temps                  |
| ---------------------- | ---------------------- | ---------------------- | ---------------------- |

| Classement par équipes | Classement par équipes | Classement par équipes | Classement par équipes |
| Équipe                 | Équipe                 | Pays                   | Temps                  |
| ---------------------- | ---------------------- | ---------------------- | ---------------------- |

## Évolution des classements
| Étape            | Vainqueur         | Classement général | Classement par points | Classement de la montagne | Classement du meilleur jeune | Classement de la combativité | Classement par équipes |
| ---------------- | ----------------- | ------------------ | --------------------- | ------------------------- | ---------------------------- | ---------------------------- | ---------------------- |
| 1                | Mads Pedersen     | Mads Pedersen      | Mads Pedersen         | Conrad Haugsted           | Conrad Haugsted              | Julius Johansen              | Lidl-Trek              |
| 2                | Søren Wærenskjold | Mads Pedersen      | Mads Pedersen         | Conrad Haugsted           | Conrad Haugsted              | Matias Malmberg              | Lidl-Trek              |
| 3                | Jakob Söderqvist  | Mads Pedersen      | Mads Pedersen         | Conrad Haugsted           | Jakob Söderqvist             | non décerné                  | Lidl-Trek              |
| 4                | Mads Pedersen     | Mads Pedersen      | Mads Pedersen         | Matias Malmberg           | Jakob Söderqvist             | Mads Würtz Schmidt           | Lidl-Trek              |
| 5                | Mads Pedersen     | Mads Pedersen      | Mads Pedersen         | Marius Innhaug Dahl       | Jakob Söderqvist             | Mads Andersen                | Lidl-Trek              |
| Classement final | Classement final  | Mads Pedersen      | Mads Pedersen         | Marius Innhaug Dahl       | Jakob Söderqvist             | Mads Andersen                | Lidl-Trek              |

## Liste des participants
| Lotto LOT                              | Lotto LOT                    | Lotto LOT |
| -------------------------------------- | ---------------------------- | --------- |
| Num                                    | Coureur                      | Pos       |
| 1                                      | Baptiste Veistroffer (FRA)   |           |
| 2                                      | Logan Currie (NZL)           |           |
| 3                                      | Steffen De Schuyteneer (BEL) |           |
| 4                                      | Joshua Giddings (GBR)        |           |
| 5                                      | Alec Segaert (BEL)           |           |
| 6                                      | Milan Menten (BEL)           |           |
| 7                                      | Jonas Gregaard Wilsly (DEN)  |           |
| Directeur sportif : Kurt Van de Wouwer |                              |           |

| Team Visma \| Lease a Bike TVL                      | Team Visma \| Lease a Bike TVL | Team Visma \| Lease a Bike TVL |
| --------------------------------------------------- | ------------------------------ | ------------------------------ |
| Num                                                 | Coureur                        | Pos                            |
| 11                                                  | Dylan van Baarle (NED)         |                                |
| 12                                                  | Pietro Mattio (ITA)            |                                |
| 13                                                  | Jed Smithson (GBR)             |                                |
| 14                                                  | Loe van Belle (NED)            |                                |
| 15                                                  | Julien Vermote (BEL)           |                                |
| 16                                                  | Axel Zingle (FRA)              |                                |
| Directeur sportif : Robby Cobbaert, Maarten Wynants |                                |                                |

| Lidl-Trek LTK                                        | Lidl-Trek LTK                      | Lidl-Trek LTK |
| ---------------------------------------------------- | ---------------------------------- | ------------- |
| Num                                                  | Coureur                            | Pos           |
| 21                                                   | Mads Pedersen (DEN) (chrono)       |               |
| 22                                                   | Ryan Gibbons (RSA)                 |               |
| 23                                                   | Søren Kragh Andersen (DEN) (route) |               |
| 24                                                   | Albert Philipsen                   |               |
| 25                                                   | Mattias Skjelmose (DEN)            |               |
| 26                                                   | Jakob Söderqvist (SWE) (chrono)    |               |
| 27                                                   | Martin Pedersen (DEN)              |               |
| Directeur sportif : Kim Andersen, Sebastian Andersen |                                    |               |

| Alpecin-Deceuninck ADC              | Alpecin-Deceuninck ADC      | Alpecin-Deceuninck ADC |
| ----------------------------------- | --------------------------- | ---------------------- |
| Num                                 | Coureur                     | Pos                    |
| 31                                  | Jasper Philipsen (BEL)      |                        |
| 32                                  | Tibor Del Grosso (NED)      |                        |
| 33                                  | Robbe Ghys (BEL)            |                        |
| 34                                  | Jimmy Janssens (BEL)        |                        |
| 35                                  | Johan Price-Pejtersen (DEN) |                        |
| 36                                  | Noah Ramsay (CAN)           |                        |
| 37                                  | Sente Sentjens (BEL)        |                        |
| Directeur sportif : Gianni Meersman |                             |                        |

| Team Picnic-PostNL TPP                                  | Team Picnic-PostNL TPP    | Team Picnic-PostNL TPP |
| ------------------------------------------------------- | ------------------------- | ---------------------- |
| Num                                                     | Coureur                   | Pos                    |
| 41                                                      | Fabio Jakobsen (NED)      | NP-3                   |
| 42                                                      | Alexander Edmondson (AUS) |                        |
| 43                                                      | Nils Eekhoff (NED)        |                        |
| 44                                                      | Enzo Leijnse (NED)        |                        |
| 45                                                      | Christiaan van Rees (NED) |                        |
| 46                                                      | Mees Vlot (NED)           |                        |
| 47                                                      | Dillon Corkery (IRL)      | NP-1                   |
| Directeur sportif : Asbjørn Kragh Andersen, Rudie Kemna |                           |                        |

| Uno-X Mobility UXM                                                            | Uno-X Mobility UXM          | Uno-X Mobility UXM |
| ----------------------------------------------------------------------------- | --------------------------- | ------------------ |
| Num                                                                           | Coureur                     | Pos                |
| 51                                                                            | Magnus Cort Nielsen (DEN)   | NP-3               |
| 52                                                                            | Carl-Frederik Bévort (DEN)  |                    |
| 53                                                                            | Amund Grøndahl Jansen (NOR) |                    |
| 54                                                                            | William Blume Levy (DEN)    |                    |
| 55                                                                            | Henrik Pedersen (DEN)       | AB-4               |
| 56                                                                            | Søren Wærenskjold (NOR)     |                    |
| 57                                                                            | Rasmus Bøgh Wallin (DEN)    |                    |
| Directeur sportif : Christian Andersen, Jesper Bundgaard Vinkel, Emil Vinjebo |                             |                    |

| Team Polti VisitMalta PTV                          | Team Polti VisitMalta PTV   | Team Polti VisitMalta PTV |
| -------------------------------------------------- | --------------------------- | ------------------------- |
| Num                                                | Coureur                     | Pos                       |
| 61                                                 | Giovanni Bortoluzzi (ITA)   |                           |
| 62                                                 | Aidan Buttigieg             |                           |
| 63                                                 | Mirco Maestri (ITA)         |                           |
| 64                                                 | Francisco Muñoz Llana (ESP) |                           |
| 65                                                 | Manuel Peñalver (ESP)       |                           |
| 66                                                 | Gabriele Raccagni (ITA)     |                           |
| 67                                                 | Alessandro Tonelli (ITA)    |                           |
| Directeur sportif : Orlando Maini, Giovanni Ellena |                             |                           |

| Unibet Tietema Rockets RKT      | Unibet Tietema Rockets RKT | Unibet Tietema Rockets RKT |
| ------------------------------- | -------------------------- | -------------------------- |
| Num                             | Coureur                    | Pos                        |
| 71                              | Hartthijs de Vries (NED)   |                            |
| 72                              | Lukáš Kubiš (SVK) (route)  |                            |
| 73                              | Zeb Kyffin (GBR)           |                            |
| 74                              | Joren Bloem (NED)          |                            |
| 75                              | Andreas Stokbro (DEN)      |                            |
| 76                              | Sebastian Nielsen (DEN)    |                            |
| 77                              | Adam Ťoupalík (CZE)        |                            |
| Directeur sportif : Gaëtan Pons |                            |                            |

| Euskaltel-Euskadi EUS           | Euskaltel-Euskadi EUS    | Euskaltel-Euskadi EUS |
| ------------------------------- | ------------------------ | --------------------- |
| Num                             | Coureur                  | Pos                   |
| 81                              | Aitor Agirre (ESP)       | AB-1                  |
| 82                              | Txomin Juaristi (ESP)    |                       |
| 83                              | Jokin Murguialday (ESP)  |                       |
| 84                              | Louis Sutton (GBR)       | AB-4                  |
| 85                              | Axel van der Tuuk (NED)  |                       |
| 86                              | Danny van der Tuuk (POL) |                       |
| 87                              | Unai Zubeldia (ESP)      |                       |
| Directeur sportif : Rubén Pérez |                          |                       |

| Team Flanders-Baloise TFB                           | Team Flanders-Baloise TFB | Team Flanders-Baloise TFB |
| --------------------------------------------------- | ------------------------- | ------------------------- |
| Num                                                 | Coureur                   | Pos                       |
| 91                                                  | Tom Crabbe (BEL)          |                           |
| 92                                                  | Alex Colman (BEL)         | AB-4                      |
| 93                                                  | Vincent Van Hemelen (BEL) |                           |
| 94                                                  | Noah Vandenbranden (BEL)  |                           |
| 95                                                  | Dylan Vandenstorme (BEL)  |                           |
| 96                                                  | Ward Vanhoof (BEL)        |                           |
| 97                                                  | Victor Vercouillie (BEL)  |                           |
| Directeur sportif : Andy Missotten, Kenny De Ketele |                           |                           |

| Danemark DEN                                        | Danemark DEN       | Danemark DEN |
| --------------------------------------------------- | ------------------ | ------------ |
| Num                                                 | Coureur            | Pos          |
| 101                                                 | Jakob Fuglsang     |              |
| 102                                                 | Anders Foldager    |              |
| 103                                                 | Theodor Clemmensen | AB-2         |
| 104                                                 | Julius Johansen    |              |
| 105                                                 | Mads Würtz Schmidt |              |
| 106                                                 | Robin Juel Skivild |              |
| 107                                                 | Gustav Wang        |              |
| Directeur sportif : Michael Mørkøv, Michael Berling |                    |              |

| BHS-PL Beton Bornholm BPC                                            | BHS-PL Beton Bornholm BPC     | BHS-PL Beton Bornholm BPC |
| -------------------------------------------------------------------- | ----------------------------- | ------------------------- |
| Num                                                                  | Coureur                       | Pos                       |
| 111                                                                  | Andreas Brandt Aidel (DEN)    |                           |
| 112                                                                  | Marcus Sander Hansen (DEN)    |                           |
| 113                                                                  | Emil Schandorff Iwersen (DEN) |                           |
| 114                                                                  | Niklas Larsen (DEN)           |                           |
| 115                                                                  | Asger Røjbek Sørensen (DEN)   |                           |
| 116                                                                  | Daniel Stampe (DEN)           |                           |
| 117                                                                  | Boas Lysgaard (DEN)           |                           |
| Directeur sportif : Christian Juul Andreasen, Jesper Kofod Andreasen |                               |                           |

| Decathlon AG2R La Mondiale Development DAD | Decathlon AG2R La Mondiale Development DAD | Decathlon AG2R La Mondiale Development DAD |
| ------------------------------------------ | ------------------------------------------ | ------------------------------------------ |
| Num                                        | Coureur                                    | Pos                                        |
| 121                                        | Arthur Blaise (FRA)                        |                                            |
| 122                                        | Louis Chaleil (FRA)                        |                                            |
| 123                                        | Marius Innhaug Dahl (NOR)                  |                                            |
| 124                                        | Kasper Haugland (NOR)                      |                                            |
| 125                                        | Antoine L'Hote (FRA)                       |                                            |
| 126                                        | Luis-Joe Lührs (GER)                       |                                            |
| 127                                        | Daniel Weis (DEN)                          |                                            |

| Airtox-Carl Ras GSH                | Airtox-Carl Ras GSH           | Airtox-Carl Ras GSH |
| ---------------------------------- | ----------------------------- | ------------------- |
| Num                                | Coureur                       | Pos                 |
| 131                                | Mads Andersen (DEN)           |                     |
| 132                                | Alexander Arnt Hansen (DEN)   |                     |
| 133                                | Magnus Bak Klaris (DEN)       | NP-4                |
| 134                                | Lucas Toftemark               |                     |
| 135                                | Matias Malmberg (DEN)         |                     |
| 136                                | Nikolaj Mengel (DEN)          |                     |
| 137                                | Stian Rosenlund Richter (DEN) |                     |
| Directeur sportif : Claus Pedersen |                               |                     |

| Team Novo Nordisk TNN                                     | Team Novo Nordisk TNN | Team Novo Nordisk TNN |
| --------------------------------------------------------- | --------------------- | --------------------- |
| Num                                                       | Coureur               | Pos                   |
| 141                                                       | Matyáš Kopecký (CZE)  |                       |
| 142                                                       | David Lozano (ESP)    |                       |
| 143                                                       | Anton Muller (FRA)    |                       |
| 144                                                       | Andrea Peron (ITA)    |                       |
| 145                                                       | Antonio Polga (ITA)   |                       |
| 146                                                       | Filippo Ridolfo (ITA) |                       |
| 147                                                       | Bailey McDonald (AUS) |                       |
| Directeur sportif : Guennadi Mikhailov, Massimo Podenzana |                       |                       |

| ColoQuick TCQ                                                         | ColoQuick TCQ             | ColoQuick TCQ |
| --------------------------------------------------------------------- | ------------------------- | ------------- |
| Num                                                                   | Coureur                   | Pos           |
| 151                                                                   | Morten Nørtoft (DEN)      |               |
| 152                                                                   | Conrad Haugsted (DEN)     |               |
| 153                                                                   | Otto Schultz Jølving      |               |
| 154                                                                   | Anders Vos Sørensen (DEN) |               |
| 155                                                                   | Tobias Svarre (DEN)       |               |
| 156                                                                   | Emil Toudal (DEN)         |               |
| 157                                                                   | Tore Troelsen (DEN)       | NP-4          |
| Directeur sportif : Anders Hardahl, Daniel Lyhne, Christian Jørgensen |                           |               |

| BEAT Cycling Club BCY                | BEAT Cycling Club BCY           | BEAT Cycling Club BCY |
| ------------------------------------ | ------------------------------- | --------------------- |
| Num                                  | Coureur                         | Pos                   |
| 161                                  | Lars Loohuis (NED)              | AB-1                  |
| 162                                  | Bram Dissel (NED)               |                       |
| 163                                  | Jochem Kerckhaert (NED)         |                       |
| 164                                  | Marijn Maas (NED)               |                       |
| 165                                  | Martin Pluto (LAT)              |                       |
| 166                                  | Daan van Sintmaartensdijk (NED) |                       |
| 167                                  | Hidde van Veenendaal (NED)      |                       |
| Directeur sportif : Martijn Maaskant |                                 |                       |

| Team Give Steel-2M Cycling Elite TMC                  | Team Give Steel-2M Cycling Elite TMC | Team Give Steel-2M Cycling Elite TMC |
| ----------------------------------------------------- | ------------------------------------ | ------------------------------------ |
| Num                                                   | Coureur                              | Pos                                  |
| 171                                                   | Oscar Bluhm (DEN)                    | NP-3                                 |
| 172                                                   | Gustav Frederik Dahl (DEN)           |                                      |
| 173                                                   | Benjamin Hertz (DEN)                 |                                      |
| 174                                                   | Mads Landbo (DEN)                    |                                      |
| 175                                                   | Magnus Machholdt                     |                                      |
| 176                                                   | Rasmus Bisgaard                      |                                      |
| 177                                                   | Oskar Winkler (DEN)                  |                                      |
| Directeur sportif : Steen Bluhm, Martin Flindt Møller |                                      |                                      |

| Lotto LOT                              | Lotto LOT                    | Lotto LOT |
| -------------------------------------- | ---------------------------- | --------- |
| Num                                    | Coureur                      | Pos       |
| 1                                      | Baptiste Veistroffer (FRA)   |           |
| 2                                      | Logan Currie (NZL)           |           |
| 3                                      | Steffen De Schuyteneer (BEL) |           |
| 4                                      | Joshua Giddings (GBR)        |           |
| 5                                      | Alec Segaert (BEL)           |           |
| 6                                      | Milan Menten (BEL)           |           |
| 7                                      | Jonas Gregaard Wilsly (DEN)  |           |
| Directeur sportif : Kurt Van de Wouwer |                              |           |

| Team Visma \| Lease a Bike TVL                      | Team Visma \| Lease a Bike TVL | Team Visma \| Lease a Bike TVL |
| --------------------------------------------------- | ------------------------------ | ------------------------------ |
| Num                                                 | Coureur                        | Pos                            |
| 11                                                  | Dylan van Baarle (NED)         |                                |
| 12                                                  | Pietro Mattio (ITA)            |                                |
| 13                                                  | Jed Smithson (GBR)             |                                |
| 14                                                  | Loe van Belle (NED)            |                                |
| 15                                                  | Julien Vermote (BEL)           |                                |
| 16                                                  | Axel Zingle (FRA)              |                                |
| Directeur sportif : Robby Cobbaert, Maarten Wynants |                                |                                |

| Lidl-Trek LTK                                        | Lidl-Trek LTK                      | Lidl-Trek LTK |
| ---------------------------------------------------- | ---------------------------------- | ------------- |
| Num                                                  | Coureur                            | Pos           |
| 21                                                   | Mads Pedersen (DEN) (chrono)       |               |
| 22                                                   | Ryan Gibbons (RSA)                 |               |
| 23                                                   | Søren Kragh Andersen (DEN) (route) |               |
| 24                                                   | Albert Philipsen                   |               |
| 25                                                   | Mattias Skjelmose (DEN)            |               |
| 26                                                   | Jakob Söderqvist (SWE) (chrono)    |               |
| 27                                                   | Martin Pedersen (DEN)              |               |
| Directeur sportif : Kim Andersen, Sebastian Andersen |                                    |               |

| Alpecin-Deceuninck ADC              | Alpecin-Deceuninck ADC      | Alpecin-Deceuninck ADC |
| ----------------------------------- | --------------------------- | ---------------------- |
| Num                                 | Coureur                     | Pos                    |
| 31                                  | Jasper Philipsen (BEL)      |                        |
| 32                                  | Tibor Del Grosso (NED)      |                        |
| 33                                  | Robbe Ghys (BEL)            |                        |
| 34                                  | Jimmy Janssens (BEL)        |                        |
| 35                                  | Johan Price-Pejtersen (DEN) |                        |
| 36                                  | Noah Ramsay (CAN)           |                        |
| 37                                  | Sente Sentjens (BEL)        |                        |
| Directeur sportif : Gianni Meersman |                             |                        |

| Team Picnic-PostNL TPP                                  | Team Picnic-PostNL TPP    | Team Picnic-PostNL TPP |
| ------------------------------------------------------- | ------------------------- | ---------------------- |
| Num                                                     | Coureur                   | Pos                    |
| 41                                                      | Fabio Jakobsen (NED)      | NP-3                   |
| 42                                                      | Alexander Edmondson (AUS) |                        |
| 43                                                      | Nils Eekhoff (NED)        |                        |
| 44                                                      | Enzo Leijnse (NED)        |                        |
| 45                                                      | Christiaan van Rees (NED) |                        |
| 46                                                      | Mees Vlot (NED)           |                        |
| 47                                                      | Dillon Corkery (IRL)      | NP-1                   |
| Directeur sportif : Asbjørn Kragh Andersen, Rudie Kemna |                           |                        |

| Uno-X Mobility UXM                                                            | Uno-X Mobility UXM          | Uno-X Mobility UXM |
| ----------------------------------------------------------------------------- | --------------------------- | ------------------ |
| Num                                                                           | Coureur                     | Pos                |
| 51                                                                            | Magnus Cort Nielsen (DEN)   | NP-3               |
| 52                                                                            | Carl-Frederik Bévort (DEN)  |                    |
| 53                                                                            | Amund Grøndahl Jansen (NOR) |                    |
| 54                                                                            | William Blume Levy (DEN)    |                    |
| 55                                                                            | Henrik Pedersen (DEN)       | AB-4               |
| 56                                                                            | Søren Wærenskjold (NOR)     |                    |
| 57                                                                            | Rasmus Bøgh Wallin (DEN)    |                    |
| Directeur sportif : Christian Andersen, Jesper Bundgaard Vinkel, Emil Vinjebo |                             |                    |

| Team Polti VisitMalta PTV                          | Team Polti VisitMalta PTV   | Team Polti VisitMalta PTV |
| -------------------------------------------------- | --------------------------- | ------------------------- |
| Num                                                | Coureur                     | Pos                       |
| 61                                                 | Giovanni Bortoluzzi (ITA)   |                           |
| 62                                                 | Aidan Buttigieg             |                           |
| 63                                                 | Mirco Maestri (ITA)         |                           |
| 64                                                 | Francisco Muñoz Llana (ESP) |                           |
| 65                                                 | Manuel Peñalver (ESP)       |                           |
| 66                                                 | Gabriele Raccagni (ITA)     |                           |
| 67                                                 | Alessandro Tonelli (ITA)    |                           |
| Directeur sportif : Orlando Maini, Giovanni Ellena |                             |                           |

| Unibet Tietema Rockets RKT      | Unibet Tietema Rockets RKT | Unibet Tietema Rockets RKT |
| ------------------------------- | -------------------------- | -------------------------- |
| Num                             | Coureur                    | Pos                        |
| 71                              | Hartthijs de Vries (NED)   |                            |
| 72                              | Lukáš Kubiš (SVK) (route)  |                            |
| 73                              | Zeb Kyffin (GBR)           |                            |
| 74                              | Joren Bloem (NED)          |                            |
| 75                              | Andreas Stokbro (DEN)      |                            |
| 76                              | Sebastian Nielsen (DEN)    |                            |
| 77                              | Adam Ťoupalík (CZE)        |                            |
| Directeur sportif : Gaëtan Pons |                            |                            |

| Euskaltel-Euskadi EUS           | Euskaltel-Euskadi EUS    | Euskaltel-Euskadi EUS |
| ------------------------------- | ------------------------ | --------------------- |
| Num                             | Coureur                  | Pos                   |
| 81                              | Aitor Agirre (ESP)       | AB-1                  |
| 82                              | Txomin Juaristi (ESP)    |                       |
| 83                              | Jokin Murguialday (ESP)  |                       |
| 84                              | Louis Sutton (GBR)       | AB-4                  |
| 85                              | Axel van der Tuuk (NED)  |                       |
| 86                              | Danny van der Tuuk (POL) |                       |
| 87                              | Unai Zubeldia (ESP)      |                       |
| Directeur sportif : Rubén Pérez |                          |                       |

| Team Flanders-Baloise TFB                           | Team Flanders-Baloise TFB | Team Flanders-Baloise TFB |
| --------------------------------------------------- | ------------------------- | ------------------------- |
| Num                                                 | Coureur                   | Pos                       |
| 91                                                  | Tom Crabbe (BEL)          |                           |
| 92                                                  | Alex Colman (BEL)         | AB-4                      |
| 93                                                  | Vincent Van Hemelen (BEL) |                           |
| 94                                                  | Noah Vandenbranden (BEL)  |                           |
| 95                                                  | Dylan Vandenstorme (BEL)  |                           |
| 96                                                  | Ward Vanhoof (BEL)        |                           |
| 97                                                  | Victor Vercouillie (BEL)  |                           |
| Directeur sportif : Andy Missotten, Kenny De Ketele |                           |                           |

| Danemark DEN                                        | Danemark DEN       | Danemark DEN |
| --------------------------------------------------- | ------------------ | ------------ |
| Num                                                 | Coureur            | Pos          |
| 101                                                 | Jakob Fuglsang     |              |
| 102                                                 | Anders Foldager    |              |
| 103                                                 | Theodor Clemmensen | AB-2         |
| 104                                                 | Julius Johansen    |              |
| 105                                                 | Mads Würtz Schmidt |              |
| 106                                                 | Robin Juel Skivild |              |
| 107                                                 | Gustav Wang        |              |
| Directeur sportif : Michael Mørkøv, Michael Berling |                    |              |

| BHS-PL Beton Bornholm BPC                                            | BHS-PL Beton Bornholm BPC     | BHS-PL Beton Bornholm BPC |
| -------------------------------------------------------------------- | ----------------------------- | ------------------------- |
| Num                                                                  | Coureur                       | Pos                       |
| 111                                                                  | Andreas Brandt Aidel (DEN)    |                           |
| 112                                                                  | Marcus Sander Hansen (DEN)    |                           |
| 113                                                                  | Emil Schandorff Iwersen (DEN) |                           |
| 114                                                                  | Niklas Larsen (DEN)           |                           |
| 115                                                                  | Asger Røjbek Sørensen (DEN)   |                           |
| 116                                                                  | Daniel Stampe (DEN)           |                           |
| 117                                                                  | Boas Lysgaard (DEN)           |                           |
| Directeur sportif : Christian Juul Andreasen, Jesper Kofod Andreasen |                               |                           |

| Decathlon AG2R La Mondiale Development DAD | Decathlon AG2R La Mondiale Development DAD | Decathlon AG2R La Mondiale Development DAD |
| ------------------------------------------ | ------------------------------------------ | ------------------------------------------ |
| Num                                        | Coureur                                    | Pos                                        |
| 121                                        | Arthur Blaise (FRA)                        |                                            |
| 122                                        | Louis Chaleil (FRA)                        |                                            |
| 123                                        | Marius Innhaug Dahl (NOR)                  |                                            |
| 124                                        | Kasper Haugland (NOR)                      |                                            |
| 125                                        | Antoine L'Hote (FRA)                       |                                            |
| 126                                        | Luis-Joe Lührs (GER)                       |                                            |
| 127                                        | Daniel Weis (DEN)                          |                                            |

| Airtox-Carl Ras GSH                | Airtox-Carl Ras GSH           | Airtox-Carl Ras GSH |
| ---------------------------------- | ----------------------------- | ------------------- |
| Num                                | Coureur                       | Pos                 |
| 131                                | Mads Andersen (DEN)           |                     |
| 132                                | Alexander Arnt Hansen (DEN)   |                     |
| 133                                | Magnus Bak Klaris (DEN)       | NP-4                |
| 134                                | Lucas Toftemark               |                     |
| 135                                | Matias Malmberg (DEN)         |                     |
| 136                                | Nikolaj Mengel (DEN)          |                     |
| 137                                | Stian Rosenlund Richter (DEN) |                     |
| Directeur sportif : Claus Pedersen |                               |                     |

| Team Novo Nordisk TNN                                     | Team Novo Nordisk TNN | Team Novo Nordisk TNN |
| --------------------------------------------------------- | --------------------- | --------------------- |
| Num                                                       | Coureur               | Pos                   |
| 141                                                       | Matyáš Kopecký (CZE)  |                       |
| 142                                                       | David Lozano (ESP)    |                       |
| 143                                                       | Anton Muller (FRA)    |                       |
| 144                                                       | Andrea Peron (ITA)    |                       |
| 145                                                       | Antonio Polga (ITA)   |                       |
| 146                                                       | Filippo Ridolfo (ITA) |                       |
| 147                                                       | Bailey McDonald (AUS) |                       |
| Directeur sportif : Guennadi Mikhailov, Massimo Podenzana |                       |                       |

| ColoQuick TCQ                                                         | ColoQuick TCQ             | ColoQuick TCQ |
| --------------------------------------------------------------------- | ------------------------- | ------------- |
| Num                                                                   | Coureur                   | Pos           |
| 151                                                                   | Morten Nørtoft (DEN)      |               |
| 152                                                                   | Conrad Haugsted (DEN)     |               |
| 153                                                                   | Otto Schultz Jølving      |               |
| 154                                                                   | Anders Vos Sørensen (DEN) |               |
| 155                                                                   | Tobias Svarre (DEN)       |               |
| 156                                                                   | Emil Toudal (DEN)         |               |
| 157                                                                   | Tore Troelsen (DEN)       | NP-4          |
| Directeur sportif : Anders Hardahl, Daniel Lyhne, Christian Jørgensen |                           |               |

| BEAT Cycling Club BCY                | BEAT Cycling Club BCY           | BEAT Cycling Club BCY |
| ------------------------------------ | ------------------------------- | --------------------- |
| Num                                  | Coureur                         | Pos                   |
| 161                                  | Lars Loohuis (NED)              | AB-1                  |
| 162                                  | Bram Dissel (NED)               |                       |
| 163                                  | Jochem Kerckhaert (NED)         |                       |
| 164                                  | Marijn Maas (NED)               |                       |
| 165                                  | Martin Pluto (LAT)              |                       |
| 166                                  | Daan van Sintmaartensdijk (NED) |                       |
| 167                                  | Hidde van Veenendaal (NED)      |                       |
| Directeur sportif : Martijn Maaskant |                                 |                       |

| Team Give Steel-2M Cycling Elite TMC                  | Team Give Steel-2M Cycling Elite TMC | Team Give Steel-2M Cycling Elite TMC |
| ----------------------------------------------------- | ------------------------------------ | ------------------------------------ |
| Num                                                   | Coureur                              | Pos                                  |
| 171                                                   | Oscar Bluhm (DEN)                    | NP-3                                 |
| 172                                                   | Gustav Frederik Dahl (DEN)           |                                      |
| 173                                                   | Benjamin Hertz (DEN)                 |                                      |
| 174                                                   | Mads Landbo (DEN)                    |                                      |
| 175                                                   | Magnus Machholdt                     |                                      |
| 176                                                   | Rasmus Bisgaard                      |                                      |
| 177                                                   | Oskar Winkler (DEN)                  |                                      |
| Directeur sportif : Steen Bluhm, Martin Flindt Møller |                                      |                                      |